# Gare de Sira
La gare de Sira est une gare ferroviaire norvégienne de la ligne du Sørland, située dans le village de Sira sur le territoire de la commune de Flekkefjord dans le comté d'Agder.
et à 468,63 km d'Oslo. 

## Situation ferroviaire
Établie à 73 mètres d'altitude, la gare de Sira est située au point kilométrique (PK) 468,63 de la ligne du Sørland, entre les gares ouvertes de Gyland et de Moi.
Ancienne gare de bifurcation, elle était également l'origine de la ligne de Flekkefjord (fermée).

## Histoire
En 1904, la gare faisait partie de la Flekkefjordbanen qui allait jusqu'à Egersund. Cette ligne était une prolongation de la ligne de Jær.
Le bâtiment actuel de la gare est mis en service en 1943 lorsque la Sørlandsbanen est prolongée jusqu'à Moi. La Flekkefjordbanen devint alors une ligne secondaire avec un trafic régulier jusqu'en 1990, année de sa fermeture.